# Dicksonia polypodioides
Dicksonia polypodioides là một loài dương xỉ trong họ Dicksoniaceae. Loài này được Sw. mô tả khoa học đầu tiên năm 1806.